# Stenocercus quinarius
Stenocercus quinarius är en ödleart som beskrevs av  Penido J.C. Nogueira och RODRIGUES 2006. Stenocercus quinarius ingår i släktet Stenocercus och familjen Tropiduridae. Inga underarter finns listade i Catalogue of Life.